# Karl Graf von Spreti
Karl von Spreti

Link zum Bild

Karl Borromäus Maria Heinrich Graf von Spreti (* 21. Mai 1907 auf Schloss Kapfing bei Landshut; † 5. April 1970 in San Pedro Ayampuc, Guatemala) war ein deutscher Architekt, Politiker (CSU) und Diplomat.

## Familie
Karl Graf von Spreti, aus dem deutsch-italienischen Adelsgeschlecht der Grafen von Spreti, war der zweite Sohn des Gutsbesitzers Adolf Graf von Spreti (1866–1945) und dessen zweiter Frau Anna Maria Gräfin Yrsch (1874–1944). Er hatte drei Brüder: Cajetan (1905–1989), Maximilian (1910–1945) und Franz (1914–1990).
Karl heiratete die österreichische Diplomatentochter Helene Sabina Riedl von Riedenstein (1915–1995); aus der Ehe stammten die Kinder Maria Gaetana (1943–2001), Arardo-Constantin (* 1946) und Alessandro (* 1958).

## Leben und Beruf
Von Spreti besuchte humanistische Gymnasien, u. a. das St.-Michaels-Gymnasium der Benediktiner von Metten und das Kolleg Stella Matutina in Feldkirch. Das Abitur legte er am Gymnasium Neubrandenburg ab. Danach studierte er, wie sein Ururgroßvater Leo von Klenze, ab 1930 Architektur an der Technischen Hochschule München. 1933 legte er das Vordiplom ab, beendete aber sein Studium nicht. Bereits 1932 war als Architekt für die Bavaria Film AG tätig und ging 1935 als einer der Filmtechniker um den Regisseur Franz Osten nach Malad, einem Vorort von Mumbai in Indien, und war bis 1938 als Filmarchitekt bei Bombay Talkies tätig. 1939/40 war er Soldat, arbeitete dann wieder als Architekt in Ulm und Berlin. 1944 wurde er erneut eingezogen und geriet kurze Zeit später in amerikanische Kriegsgefangenschaft. Nach Rückkehr aus der Gefangenschaft ließ er sich in Lindau (Bodensee) wieder als Architekt nieder.
Nach einer von 1949 bis 1956 währenden Abgeordnetentätigkeit im Deutschen Bundestag wurde Graf von Spreti Botschafter der Bundesrepublik Deutschland in Luxemburg (1956 bis 1959). Anschließend war er in Kuba (1959 bis 1962), Jordanien (1963 bis 1965), der Dominikanischen Republik (1966 bis 1968) und Guatemala (1969 bis 1970) tätig. Während seines Dienstes dort wurde er am 31. März 1970 von der linksextremistischen Guerilla FAR entführt. Die Gruppierung verlangte von der guatemaltekischen Regierung die Freilassung von Gefangenen sowie ein Lösegeld in Höhe von 700.000 US-Dollar. Weil die Regierung nicht auf die Forderungen einging, wurde von Spreti am 5. April von den Terroristen erschossen. Noch am selben Tag entdeckten die Behörden seine Leiche 16 Kilometer außerhalb von Guatemala-Stadt. Die Geschehnisse sorgten für den zwischenzeitlichen Abbruch der bundesdeutsch-guatemaltekischen Beziehungen.

## Partei
Vor 1933 gehörte Graf von Spreti der volkskonservativen Bewegung, zuletzt der Bayerischen Volkspartei BVP an. 1945 beteiligte er sich an der Gründung der Christlich Demokratischen Partei CDP, deren Kreisvorsitzender er 1947 in Lindau wurde. Die CDP ging 1956 in der CSU auf, nachdem die Stadt Lindau in den Freistaat Bayern wieder eingegliedert worden war.

## Abgeordneter
Von 1948 bis 1956 war Spreti zunächst Stadtrat in Lindau.
Er gehörte für die CSU dem Deutschen Bundestag seit der ersten Bundestagswahl 1949 an und verblieb bis zum 5. März 1956 im Parlament. Spreti vertrat den Wahlkreis Kempten, in dem er 1949 (Wahlkreis 46) und 1953 (Wahlkreis 241) direkt gewählt wurde. Bei der Bundestagswahl 1953 erhielt er 61,7 % der Erststimmen.
Im Deutschen Bundestag war er unter anderem Berichterstatter des Auswärtigen Ausschusses für das Luxemburger Abkommen, dem 1952 geschlossenen ersten Übereinkommen zwischen der Bundesrepublik Deutschland und Israel. Er war Mitglied der Interparlamentarischen Union.
Von 1953 bis 1956 war er auch Mitglied der Parlamentarischen Versammlung des Europarates. Er war 1954 der deutsche Kandidat bei der Wahl für den Posten des stellvertretenden Generalsekretärs und Verwaltungschefs des Europarates.

## Botschafter
Graf von Spreti wurde 1956 Botschafter der Bundesrepublik Deutschland in Luxemburg (bis 1959). Anschließend war er in Kuba (1959 bis 1963; Kubakrise), Jordanien (1963 bis 1965), der Dominikanischen Republik und Haiti (1967 bis 1969) und Guatemala (1969 bis 1970) tätig.
1957 war Graf von Spreti als Nachfolger von Wolfgang Jaenicke als Botschafter beim Heiligen Stuhl im Gespräch.

## Ehrungen
Graf von Spreti wurde 1969 das Große Verdienstkreuz der Bundesrepublik Deutschland verliehen. Nach ihm ist die Karl Graf Spreti Stiftung mit Sitz in München benannt. Die Tochter Spretis, Maria Gaetana, die mit dem New Yorker Galeristen Pierre Matisse verheiratet war, hatte testamentarisch verfügt, dass das Andenken ihres Vaters geehrt werden solle. Nach ihrem Tod wurde 2003 zunächst ein Sonderfonds bei der Bayerischen Volksstiftung eingerichtet. 2008 wurde diese Organisationsform zugunsten einer eigenständigen Stiftung, der Karl Graf Spreti Stiftung, aufgelöst. Die Stiftung wird finanziell von der Matisse Foundation unterstützt. Gefördert werden wissenschaftliche, künstlerische und kulturelle Vorhaben zur Erinnerung an Karl Graf von Spreti einerseits und die wissenschaftliche Durchdringung der Außenbeziehungen Bayerns in deren ganzer Bandbreite andererseits.
Nach seinem Tode fand am 13. April 1970 eine Trauerfeier im Plenarsaal des Bundestages im Beisein von Bundespräsident Gustav Heinemann und Bundeskanzler Willy Brandt sowie weiterer Mitglieder der Bundesregierung, des Bundestages und des diplomatischen Korps statt, in der Bundesaußenminister Walter Scheel und Bundestagspräsident Kai-Uwe von Hassel den Verstorbenen ehrten. Er erhielt ein Staatsbegräbnis. Er wurde postum mit hohen guatemaltekischen und deutschen Orden ausgezeichnet. Guatemalas Außenminister Alberto Fuentes Mohr ehrte ihn mit dem Großkreuz des Ordens vom Quetzal.
Karl Graf von Spreti war seit 1938 Mitglied des Souveränen Malteserordens. 1952 wurde er von Kardinal-Großmeister Nicola Kardinal Canali zum Ritter des Ritterordens vom Heiligen Grab zu Jerusalem ernannt und am 1. Mai 1952 durch Lorenz Jaeger, Großprior der deutschen Statthalterei, investiert; zuletzt war er dessen Großoffizier.
Das Auswärtige Amt in Berlin erinnert durch eine Gedenkwand im Haus am Werderschen Markt an jene Angehörigen des Auswärtigen Dienstes, die in Ausübung ihres Dienstes ums Leben kamen; somit auch an Karl Graf von Spreti.